# Ludwik Kotecki
Ludwik Feliks Kotecki (ur. 10 lipca 1972 w Milanówku) – polski ekonomista i urzędnik państwowy. W latach 2008–2012 podsekretarz i sekretarz stanu w Ministerstwie Finansów, w latach 2009–2012 pełnomocnik rządu do spraw wprowadzenia euro przez Rzeczpospolitą Polską, w latach 2012–2015 główny ekonomista Ministerstwa Finansów, członek Rady Polityki Pieniężnej w kadencji 2022–2028.

## Życiorys
Urodził się 10 maja 1972 w Milanówku. Jest absolwentem Szkoły Głównej Handlowej w Warszawie. Od 1996 zatrudniony w Departamencie Polityki Finansowej, Analiz i Statystyki Ministerstwa Finansów, od 2000 jako zastępca dyrektora. W 2003 został mianowanym urzędnikiem służby cywilnej. W 2003 został zastępcą członka w unijnym Komitecie Ekonomiczno-Finansowym przygotowującym prace Rady do Spraw Gospodarczych i Finansowych, w 2009 członkiem tego komitetu reprezentującym Polskę, a w 2007 członkiem Rady Statystyki, w której zasiadał do 2012.
11 lipca 2008 objął funkcję podsekretarza stanu w Ministerstwie Finansów. 28 listopada tego samego roku premier Donald Tusk zaakceptował jego kandydaturę na stanowisko pełnomocnika rządu ds. koordynacji przygotowań do wprowadzenia w Polsce wspólnej waluty. Rozporządzenie w sprawie ustanowienia takiego stanowiska weszło w życie 16 stycznia 2009. Jako pełnomocnik rządu został przewodniczącym Narodowego Komitetu Koordynacyjnego do spraw Euro oraz Rady Koordynacyjnej. 28 grudnia 2010 został powołany na sekretarza stanu w resorcie finansów. 1 lutego 2012 został odwołany z obu stanowisk rządowych. Objął stanowisko radcy generalnego i głównego ekonomisty w Ministerstwie Finansów, a także przedstawiciela ministra finansów w Komisji Nadzoru Finansowego. W latach 2012–2015 był przewodniczącym rady Bankowego Funduszu Gwarancyjnego. W 2015 powołany na przedstawiciela Polski w Międzynarodowym Funduszu Walutowym jako zastępca dyrektora wykonawczego, gdzie zastąpił Dominika Radziwiłła. Zajmował to stanowisko do 1 listopada 2016. W 2017 Ludwik Kotecki odszedł z Ministerstwa Finansów. Był później m.in. doradcą marszałka Senatu do spraw ekonomicznych.
W grudniu 2021 grupa senatorów zgłosiła jego kandydaturę na członka Rady Polityki Pieniężnej. Został wybrany do tego gremium przez Senat w styczniu 2022 na okres sześcioletniej kadencji (od 26 stycznia 2022).

## Odznaczenia
W 2014 odznaczony Złotym Krzyżem Zasługi.

## Życie prywatne
Jest żonaty z Anną, ma dwoje dzieci: Idę i Igora.